# Olching
Olching település Németországban, azon belül Bajorországban. Lakosainak száma 28 052 fő (2023. december 31.). Olching Odelzhausen, Gröbenzell és Emmering községekkel határos.

## Népessége
| Lakosok száma | 13 797 | 10 383 | 25 071 | 25 486 | 26 357 | 26 825 | 27 592 | 27 741 | 27 927 | 28 052 |
|               | 1970   | 1975   | 2011   | 2012   | 2014   | 2015   | 2017   | 2019   | 2022   | 2023   |